# Цель — Иран
Цель — Иран (англ. Targeting Iran) — документальный фильм 2013 года, «призванный помочь западной аудитории понять сложности исторических и современных отношений США и Ирана в попытке сорвать потенциальные военные действия». Фильм, основанный на одноимённой книге Давида Барсамяна, вышедшей в 2007 году, «стремится развенчать мифы и популярные заблуждения, окружающие ядерные устремления Ирана».

## Производство
Кинорежиссёр из Портленда Энди Норрис обратился к Барсамяну с предложением снять фильм по мотивам книги после того, как в октябре 2007 года увидел чтение её в Доме сообщества Пайн-Гроув в Манзаните, штат Орегон. Визуальные кадры современного Ирана предоставлены писателем-путешественником Риком Стивсом.

## Интервью
- Джим Уолш из  Массачусетского технологического института
- Трита Парси[англ.]
- Ноам Хомский
- Д-р Вандана Шива
- Стивен Кинзер[англ.]
- Давид Барсамян[англ.]
- Нахид Мозаффари
- Назила Фатхи[англ.]

## Критика
Фильм «Цель — Иран» был включён в программу сезона 2013/2014 иранского кинофестиваля «Нур».
Издание Willamette Week дало фильму оценку «C», заявив, что «Цель — Иран» — классический случай информационной перегрузки: Норрис пытается втиснуть 272-страничную книгу в 71 минуту фильма, и получившийся документальный фильм начинает трещать по швам».